# سيميبليماب
سيميبليماب(Cemiplimab )، الذي يُباع تحت الاسم التجاري Libtayo، هو دواء يستخدم لعلاج سرطان الجلد الحرشفي، و سرطان الخلايا القاعدية، و بعض أنواع سرطان الرئة ذو الخلايا غير الصغيرة (NSCLC).   تحديدا في الحالات المتقدمة التي لا يمكن علاجها بالجراحة.  و يعطى عن طريق الحقن في الوريد. 
وتشمل الآثار الجانبية الشائعة لهذا العلاج على: انخفاض نشاط الغدة الدرقية مع التعب و زيادة الوزن والالتهاب الرئوي مع ضيق في التنفس و السعال، و ردود فعل الجلد و فرط نشاط الغدة الدرقية مع التعرق و زيادة في الوزن. والتهاب الكبد كذلك.  قد تشمل الآثار الجانبية الأخرى أيضا تفاعلات التسريب و آلام العضلات.  أما استخدامه أثناء الحمل قد يضر الجنين.  و هو جسم مضاد وحيد النسيلة يرتبط بمستقبل الموت المبرمج 1 (PD-1)، مما يسمح للخلايا التائية بقتل الخلايا السرطانية. 
تمت الموافقة عليه للاستخدام الطبي في الولايات المتحدة في عام 2018 و أوروبا في عام 2019   و أستراليا في يوليو 2020.  في المملكة المتحدة، يكلفالخدمة الصحية الوطنية 4650 جنيهًا إسترلينيًا كل 3 أسابيع.  و يكلف هذا المقدار في الولايات المتحدة حوالي 9800 دولار. 